# Acetylacetonát zirkoničitý
Acetylacetonát zirkoničitý je komplexní sloučenina se vzorcem Zr(C5H7O2)4, acetylacetonátový komplex zirkonia. Jedná se o bílou pevnou látku dobře rozpustnou v nepolárních organických rozpouštědlech, ovšem ne v jednoduchých uhlovodících.
Připravuje se reakcí zirkonylchloridu s acetylacetonem:
ZrOCl2 + 4 Hacac → Zr(acac)4 + 2 HCl + H2O
Molekula má grupu symetrie D2, komplex je tedy chirální.
Obdobný 1,1,1-trifluoracetylacetonátový komplex je těkavější než Zr(acac)4.